# Наннинг, Фредерик Виллем
Фредерик Виллем Наннинг (нидерл. Frederik Willem Nanning; 4 сентября 1892, Утрехт — 12 июня 1958, Эйндховен) — нидерландский шахматный композитор, основатель нидерландского союза проблемистов (1931). Шахматный журналист. Учитель. Составитель задач ортодоксального стиля — двух-, трёх- и многоходовок. Автор первого фундаментального сборника композиций по задачной тематике (совместно с нидерландским проблемистом А. Колдейком).

## Книги
- Het oplossen van schaakproblemen, Eindhoven, 1933—1946;
- Thema-boek, Eindhoven, 1948 (соавтор).